# Emmanuel Sanon
Emmanuel Sanon (25. června 1951, Port-au-Prince – 21. února 2008, Orlando) byl haitský fotbalový útočník.

## Fotbalová kariéra
Byl členem haitské reprezentace na Mistrovství světa ve fotbale 1974, nastoupil ve všech 3 utkáních a dal oba góly haitské reprezentace. Gól Zoffovi ukončil 1143 minut trvající neprůstřelnost brankáře italské reprezentace. Za reprezentaci Haiti nastoupil v letech 1970–1981 v 100 utkáních a dal 47 gólů. Na klubové úrovni hrál na Haiti za Don Bosco FC, v Belgii za Beerschot VAV a v USA za Miami Americans a San Diego Sockers. V Poháru vítězů pohárů nastoupil v 1 utkání.